# Faro Isla Aichilú
El Faro Isla Aichilú es un faro perteneciente a la red de faros de Chile ubicado en la Región de Aysén.